# Hospital Josina Machel
O Hospital Josina Machel (HJM) é uma unidade de saúde angolana, localizado na cidade de Luanda, considerado o maior e mais antigo hospital público do pais, referência em cuidados gerais e diversas especialidades. 
Sua sede está num imponente prédio, o edifício Maria Pia, de estilo neoclássico, construído entre 1865 e 1883; desde 1981 é patrimônio histórico-arquitetónico nacional.

## História
O HJM descende da "Santa Casa de Misericórdia de São Paulo da Assunção de Loanda", instituição criada em 1628 para tratar de doenças gerais em Luanda, porém devendo se especializar no chamado "mal de loanda" (escorbuto) e doenças do fígado, que atingiam em massa os marinheiros.
Em 1791 passa a servir como hospital-escola para a Aula de Medicina e Anatomia de Luanda, sendo coordenado pelo prestigiado "físico-mor" José Pinto de Azeredo; neste período chegou a ser chamado de "Hospital Real de Luanda". Permaneceu com essa característica até 1851, quando a instituição de ensino foi fechada. Em seu auge, coincidente a este período, abriu e conduziu uma filial, a Casa de Saúde e Misericórdia de Massangano.
A partir da década de 1850 a Santa Casa passou a enfrentar severas dificuldades financeiras pela falta de um estatuto legal que obrigasse a dotação orçamentária pública, superando o financiamento via doações de fiéis, que era muito irregular. Em 1851 os médicos-militares do recém-fechado Instituto Prático de Medicina (sucessor da Aula de Medicina) passam a ocupar mais funções e responsabilidades na Santa Casa, até que, em meados da mesma década, funda-se o "Hospital Militar-Santa Casa de Luanda", ocupando o mesmo prédio da Santa Casa.
O governo português decide por construir um prédio para o hospital, visto que o da Santa Casa estava muito degradado. Assim, iniciam-se as obras do edifício Maria Pia, de estilo neoclássico, construído entre 1865 e 1883. Nesse ínterim, em 1876, o nome Santa Casa finalmente é suprimido do hospital, e funda-se a instituição Irmãs da Santa Casa de Luanda, com trabalho eminentemente caritário; a instituição de saúde permanece como "Hospital Militar de Luanda" até ser transferido para o novo edifício, quando passa a chamar-se "Hospital Dona Maria Pia". No século XX sua denominação foi alterada mais uma vez, recebendo o nome de "Hospital Central de Luanda".
Depois que o país se tornou independente, ele foi renomeado, em 1977, em homenagem à líder anticolonial moçambicana Josina Machel, passando a chamar-se "Hospital Josina Machel"; foi declarado património histórico-arquitetónico em 1981.
Durante a Guerra Civil Angolana, entre 1975 e 2002, o hospital ficou muito degradado, sem suprimentos médicos e sistema de regulação. O prédio estava em ruínas e as enfermarias precisavam ser fechadas porque o teto tinha infiltrações. Apenas o departamento de emergência e alguns serviços especializados continuaram.
O governo angolano classificou a reforma do HJM como alta prioridade no Plano Quinquenal de Desenvolvimento da Saúde (2000-2004), mas seus recursos eram muito limitados. Conseguindo assistência financeira da Agência de Cooperação Internacional do Japão, o HJM foi profundamente reformado e readequado. Seu projeto, que decorreu de 2002 a 2005 a um custo de quase 4 milhões de ienes, também incluiu treinamento para funcionários no Japão para apoiar e manter as instalações aprimoradas no hospital. Durante esses quatro anos, o número de pacientes no hospital aumentou a uma taxa média anual de 12%. Em 2010, tinha 534 leitos. Foram atendidos 48.579 pacientes ambulatoriais, quase quatro vezes mais que em 2006 e houve 16.448 operações cirúrgicas, o dobro do número em 2006. O orçamento do hospital em 2009 foi de 3.244.483 mil kwanzas.